# Cristiana Oliveira
Cristiana Barbosa da Silva de Oliveira (sinh ngày 15 tháng 12 năm 1963, tại Rio de Janeiro) là một nữ diễn viên, người mẫu và doanh nhân người Brazil.

## Tiểu sử
Con gái của Oscar de Oliveira và Eugênia Barbosa da Silva de Oliveira, Cristiana Oliveiraa là con út trong một gia đình có chín người con với hai anh trai và bảy chị em gái. Oliviera sinh ra và lớn lên trong một ngôi nhà ở Ipanema, Brazil. Để giúp đỡ ở nhà, cô bắt đầu làm việc tại một cửa hàng hoa gần nơi cư trú của mình lúc mười tuổi. Biệt danh của de Oliveira từ khi còn nhỏ, là Krika.

## Nghề nghiệp
Sau khi ghi hình quảng cáo do Walter Salles đạo diễn, de Oliveira được Jayme Monjardim, để thử giọng cho TV Manchete for Shock một chương trình phát sóng các clip âm nhạc. Cô đã thử vai cho vai chính của Dora cho telenovela Kananga do Japão. Cô được chọn vào vai Hannah sau khi nữ diễn viên Bia Seidl từ bỏ vai diễn. Associação Paulista de Críticos de Arte (APCA) đã công nhận màn trình diễn của Oliveira trong chương trình đó.
Năm 1989, de Oliveira bắt đầu thu âm Pantanal cho Rede Manchete. Sau khi đọc bản tóm tắt, Oliveira đã yêu nhân vật Juma, một vai diễn ban đầu dành cho nữ diễn viên Glória Pires, và đề nghị đóng vai cô. Telenovela là một thành công lớn, giành được một lượng lớn khán giả cho TV Globo và trở thành một cột mốc trong các vở kịch xà phòng Brazil. Tác phẩm của cô đã giành được giải thưởng ở Brazil và nước ngoài. Đó là một trong những vai diễn được công nhận và thần tượng nhất của cô.
Năm 1992, de Oliveira được TV Globo thuê làm nhân vật chính cho miniseries Agosto, một vai trò cuối cùng được Vera Fischer đảm nhận. Thay vào đó, Oliviera đã giành được một phần của nhân vật chính, cùng với Tarcísio Meira, cho telenovela De Corpo e Alma. Vào tháng 2 năm đó, cô chụp ảnh khỏa thân cho tạp chí Playboy phiên bản Brazil.
Năm 1994, cô tham gia vào miniseries Memorial de Maria Moura, và sau đó đóng vai chính trong vở opera xà phòng Quatro por Quatro, cùng với các nữ diễn viên Letícia Spiller, Elizabeth Savalla và Betty Lago. Đó là vai diễn truyện tranh đầu tiên của cô với tư cách một nữ diễn viên truyền hình. Sau khi kết thúc telenovela, cô sống ở thành phố New York để cải thiện tiếng Anh.